# Cascade (Seattle)
Pour les articles homonymes, voir Cascade.
Cascade est un petit quartier jouxtant le centre-ville de Seattle, dans l'État de Washington aux États-Unis. Il constitue la partie Est de la zone connue sous le nom de South Lake Union. Le quartier est délimité par la Fairview Avenue North à l'ouest, frontière avec le reste de South Lake Union; Lake Union et East Garfield Street au nord, frontière avec Eastlake; l'Interstate 5 à l'Est, frontière de Capitol Hill et Denny Way au sud, frontière du centre-ville. Ses principales artères sont Mercer Street (d'Est en Ouest) et Fairview Avenue North et Eastlake Avenue East (du nord au sud). Le quartier, l'un des plus anciens de Seattle, s'étendait jadis beaucoup plus loin : à l'ouest de Terry Avenue, au sud de Denny Hill, et à l'est Melrose Avenue East.
Cascade abrite le Fred Hutchinson Cancer Research Center, l'une des premières usines d'assemblage de Ford T, reconvertie en locaux de location d'espace de stockage, ainsi que le magasin phare de la R.E.I.. Le cabinet d'architecture NBBJ a également récemment déménagé à Alley24, une zone d'activité et d'habitations située entre les rues John Street, Thomas Street, Yale Avenue et Ponce Avenue. Alley24 a été construit sur le lieu de l'historique et défunte New Richmond Laundry Building, dont la façade, du fait du statut de lieu symbolique de la ville, a été conservée dans la nouvelle conception.
Bien que l'homme d'affaires originaire de Seattle Paul Allen, via sa société d'investissement, ait annoncé son intention de faire  du quartier de Cascade et des zones à l'ouest une plaque tournante de la biotechnologie, la plupart des activités de développement du quartier restent la construction d'appartements.